# نورمان تومسون
نورمان تومسون (بالإنجليزية: Norman Thomson)‏ (20 فبراير 1901 في المملكة المتحدة - 6 يونيو 1984) هو لاعب كرة قدم بريطاني (وحمل سابقاً جنسية المملكة المتحدة لبريطانيا العظمى وأيرلندا) في مركز مهاجم داخلي. لعب مع برايتون أند هوف ألبيون وسويندون تاون ونادي برينتفورد ونادي دمبرتون ونادي لوتون تاون ونادي ليتون أورينت ونادي هيبرنيان ونادي والسول ونورويتش سيتي ونادي فوكستون.